# Pier Giulio Breschi
Pier Giulio Breschi (Finale Pia, 28 novembre 1874 – Santa Margherita Ligure, 12 agosto 1937) è stato un giornalista, compositore e incisore italiano.

## Biografia
Personaggio sorprendentemente eclettico, si è espresso come artista, come giornalista e come imprenditore.
Era nipote di Anton Giulio Barrili e grazie allo zio fece le sue prime esperienze come giornalista nel "Colombo" di Genova. Nel 1896, con la direzione di Luigi Arnaldo Vassallo (conosciuto come Gandolin), scrive nella rubrica di cronache teatrali de Il Secolo XIX e anche in altre rubriche di cronache locali, decorando talvolta il testo con schizzi e disegni.
A Roma, nel 1910 dirige una compagnia marittimo-fluviale di trasporti, attiva sulla linea Roma-Civitavecchia.
Nel 1919 è consigliere delegato della società "L'Editrice", proprietaria de Il Messaggero, quotidiano di cui otterrà nel 1926 la direzione che terrà fino al 30 aprile 1931, quando i Perrone, proprietari del giornale, lo licenzieranno in tronco insieme a Beniamino Cuccia, padre di Enrico, accusandoli di illeciti amministrativi. La vertenza con i Perrone si riaccese nel 1934, quando Breschi chiese la proprietà de Il Messaggero, in base a un contratto da lui sottoscritto all'epoca di Giolitti. La morte di Breschi estinse la causa. Nonostante l'amicizia personale e il sostegno aperto del giornale a Mussolini, Breschi era considerato un fascista di cui fidarsi poco, sospettato di essere affiliato alla massoneria.
Attratto dalle tecniche dell'incisione, fa le sue prime prove al torchio: il Ritratto di Signora coi Capelli Fulvi, eseguito a puntasecca, e il Ritratto di Signora con Cappello, acquaforte a colori, sono del 1913. La sua produzione incisoria resta tuttavia limitata. Nel 1921 è tra i 25 fondatori del Gruppo Romano Incisori Artisti (GRIA) e alla prima mostra del gruppo, nei locali di via degli Astalli a Palazzo Venezia, espone la puntasecca Lo scultore Sortini.
Breschi compose minuetti, ballate e serenate per violino, per canto e pianoforte e per orchestra.

## Composizioni
- Titolo Nostalgia d'un tempo che fu: romanza senza parole per violino e pianoforte, c. 1919
- Minuetto per Isabella: composizione per pianoforte, con violino non obbligato, 1928
- Invito: Ballata veneziana per canto e pianoforte, 1928
- Carnevalesca: per violino e pianoforte, 1929
- Favoletta: intermezzo per orchestrina, 1929
- Il sogno del cavaliere: per pianoforte, 1929
- Il sogno del cavaliere: per piccola e grande orchestra, 1929
- Nostalgia d'un tempo che fu: romanza senza parole per violino e pianoforte, 1929
- Intermezzo: per terzetto ad archi, 1930
- T'amo e non t'amo: serenatella per orchestrina, 1930
- Donne che passano: per canto e pianoforte, Versi di Armando Gozzi, 1930
- Serenata veneziana per canto e pianoforte, 1930?
- A mezza voce: barcarola per orchestrina riduzione di H. Kawan, 1931
- Malia: valse lento per orchestrina, 1931

### Incisioni discografiche
- Mattinata di Pier Giulio Breschi, tenore Giacomo Lauri Volpi, 1986, disco 33 giri (fa parte di: Il favoloso Archivio della Discoteca di Stato)
- Il sogno del cavaliere di Pier Giulio Breschi, Orchestra del Teatro alla Scala, dir. Ettore Panizza, disco 78 giri